# Абаляєв Дмитро Петрович
 Дмитро Петрович Абаляєв (26 жовтня 1914 — 3 жовтня 1986)  — радянський військовик, Герой Радянського Союзу (1944).

## Біографія
Народився 26 жовтня 1914 року в селі Нововведенське (нині Кесовогорський район Тверської області РФ) у селянській родині. Росіянин. Закінчив кооперативний технікум в місті Дмитров Московської області. В 1932 році був головою Стреліхінської сільради Кесовогорського району.
У РСЧА з 1936 року. Закінчив Тбіліське військово-політичне училище в 1941 році.
Брав участь у радянсько-фінській війні.
Заступник командира батальйону по політичній частині 186-го гвардійського стрілецького полку (62-а гвардійська стрілецька дивізія, 37-а армія, Степовий фронт) гвардії старший лейтенант Абаляєв 29 вересня 1943 року у числі перших з батальйоном форсував Дніпро в районі Мишурин Ріг (Верхньодніпровський район Дніпропетровської області). Брав участь у захоплені плацдарму і відбиті численних контратак противника.
Після війни продовжував службу у лавах Збройних Сил СРСР.
З 1965 року полковник Д. П. Абаляєв у відставці, жив у Владимирі. Помер 3 жовтня 1986 року.

## Нагороди та звання
22 лютого 1944 року Абаляєву Дмитру Петровичу присвоєно звання Героя Радянського Союзу з врученням ордена Леніна і медалі «Золота Зірка».
Нагороджений також:
- орденом Вітчизняної війни 1 ступеня
- орденом Вітчизняної війни 2 ступеня
- орденом Червоної Зірки